# IEEE 802.6
IEEE 802.6는 도시권 통신망(MAN)위한 표준이며 미국 국립 표준 협회(ANSI)가 관리한다. 이 표준은 광섬유 분산형 데이터 인터페이스(FDDI) 네트워크 구조에서 사용되는 이전의 표준을 개선한 것이다. FDDI 기반 표준은 구현비용이 비싸고 현재의 근거리 통신망(LAN) 표준과 호환성이 부족해 실패하였다.